# Chuyến bay 17 của Malaysia Airlines
Chuyến bay 17 của Malaysia Airlines (MH17/MAS17) là chuyến bay quốc tế thường lệ từ Amsterdam đến Kuala Lumpur bị bắn rơi vào ngày 17 tháng 7 năm 2014 gần Hrabove, tỉnh Donetsk, Ukraina, cách biên giới Ukraina–Nga 40 km. Chiếc Boeing 777-200ER rơi khiến toàn bộ 283 hành khách cùng 15 thành viên phi hành đoàn thiệt mạng.
Giới chức Ukraina tuyên bố rằng chiếc máy bay bị bắn rơi ở độ cao 10.000 m bởi một tên lửa đất đối không bằng hệ thống tên lửa Buk, trong đó có dựa theo hai cuộc điện thoại giữa nhóm người ly khai thân Nga với những người thuộc Cơ quan tình báo Nga về việc vừa bắn hạ một chiếc máy bay. Tuy nhiên, phe ly khai phủ nhận đoạn băng ghi âm có liên quan đến vụ việc. Theo trang mạng RT của Nga, bộ Quốc phòng Nga báo cáo rằng ra đa hệ thống tên lửa Buk của Ukraina đang hoạt động trong khu vực tại thời điểm chiếc máy bay Malaysia rơi xuống. Tổng thống Mỹ Barack Obama, dẫn lời các quan chức tình báo Hoa Kỳ, nói rằng chiếc máy bay bị tên lửa bắn hạ, và rằng có những "bằng chứng đáng tin" cho thấy tên lửa này được phóng từ địa điểm nắm giữ bởi quân ly khai thân Nga.
Malaysia đã yêu cầu Hội đồng Bảo an Liên Hợp Quốc thành lập một tòa án quốc tế để truy tố những kẻ bị tình nghi đã bắn rơi máy bay nhưng bị Nga bác bỏ. MH17 bị rơi trên lãnh thổ Ukraine trong khu vực do lực lượng ly khai được Nga hậu thuẫn kiểm soát.
Một số thuyết âm mưu về vụ tai nạn kể từ đó đã xuất hiện trên các phương tiện truyền thông Nga, bao gồm việc MH17 bị bắn hạ bởi tên lửa hoặc Su-25 của Ukraine. Chỉ huy không quân Nga, Trung tướng Igor Makushev cho rằng chiếc máy bay đã bị người Ukraine bắn bằng tên lửa hoặc máy bay chiến đấu. Makushev nói tại một cuộc họp báo rằng radar Nga phát hiện một máy bay phản lực gần ngay trước khi vụ tai nạn, và nó có lẽ là một máy bay phản lực chiến đấu Ukraine. Tuy nhiên những bằng chứng tại hiện trường máy bay rơi không ủng hộ lý thuyết máy bay chiến đấu của họ. Các bức ảnh về đống đổ nát với nhiều lỗ thủng đã xuất hiện trên mạng xã hội và các chuyên gia cho rằng điều đó cho thấy máy bay đã bị nhắm mục tiêu bởi một tên lửa phát nổ gần đó. IHS Jane's, một công ty tư vấn quốc phòng, kết luận rằng thiệt hại do hệ thống Buk gây ra.
Ngày 24 tháng 5 năm 2018, Nhóm điều tra chung JIT (joint investigation team) bao gồm Hà Lan, Australia, Bỉ, Ukraine trong kết luận của mình nói rằng: "Tên lửa Buk-Telar bắn rơi MH17 đến từ Lữ đoàn Tên lửa phòng không 53, đóng tại vùng Kursk thuộc Nga" . Dựa vào đó các chính phủ Hà Lan và Úc buộc Nga phải chịu trách nhiệm.
Nhóm JIT từ chối sự tham dự của nước Nga cũng như bằng chứng phản bác của Nga. Trước kết luận như vậy thì nước Nga nhắc lại rằng vụ việc xảy ra ở vùng FIR Ukraina và người Nga "không tham dự vào vụ này" , và đặt câu hỏi về cách thức tiến hành và độ tin cậy của báo cáo .
Bộ trưởng Giao thông Malaysia Anthony Loke ngày 30/5/2018 , và sau này ngày 31/05/2019 Thủ tướng mới của Malaysia Dr Mahathir Mohamad xác nhận lại rằng (đến thời điểm năm 2019) "không có bằng chứng về việc Nga có trách nhiệm về vụ MH17" và phàn nàn rằng "...không biết tại sao chúng tôi bị loại khỏi cuộc điều tra, nhưng ngay từ đầu, chúng tôi đã thấy quá nhiều ý đồ chính trị trong đó, và... dường như tập trung vào việc cố gắng gắn nó vào trách nhiệm của người Nga"
Ngày 19/06/2019 Trưởng Công tố Hà Lan thông báo phát các lệnh truy nã quốc tế với những nghi phạm đầu tiên, là 4 nghi can, gồm 3 người Nga và 1 người Ukraina .
Đây là vụ tai nạn thảm khốc nhất trong lịch sử hãng hàng không Malaysia Airlines, tai nạn thảm khốc liên quan đến Boeing 777, đồng thời là vụ tai nạn hàng không tồi tệ nhất kể từ sau Sự kiện 11 tháng 9 với 298 người thiệt mạng.. Đây cũng là vụ tai nạn thứ hai xảy ra cho Malaysia Airlines trong năm 2014 khi trước đó, ngày 8 tháng 3, Chuyến bay 370 của Malaysia Airlines  mất tích khi đang trên đường bay đến Bắc Kinh. Sau hai vụ tai nạn Malaysia Airlines sau đó đã cho nghỉ hưu toàn bộ máy bay Boeing 777-200ER vào ngày 26 tháng 3 năm 2016 và thay thế bằng đội bay Airbus A330 và Airbus A350.

## Máy bay
Chuyến bay 17 sử dụng chiếc máy bay Boeing 777-200ER số sêri 28411, số đăng bạ 9M-MRD. Nó là chiếc Boeing 777 thứ 84 được sản xuất, thực hiện chuyến bay đầu tiên vào ngày 17 tháng 7 năm 1997, đúng 17 năm trước thời điểm bị tai nạn. Chiếc máy bay được vận chuyển mới cho hãng Malaysia Airlines vào ngày 29 tháng 7 năm 1997. Trước khi vụ tai nạn xảy ra, chiếc máy bay đã thực hiện hơn 9.950 chuyến bay với tổng số giờ bay hơn 43.000 giờ.
Máy bay Boeing 777 lần đầu tiên được sử dụng thương mại ngày 7 tháng 6 năm 1995; và có hơn 1.200 chiếc đang hoạt động tại thời điểm tháng 6 năm 2014. Các chuyên gia hàng không nói rằng nó là một trong những chiếc máy bay dân dụng an toàn nhất. Chỉ có bốn chiếc 777 khác từng bị hư hại quá khả năng sửa chữa: Chuyến bay 38 của British Airways năm 2008; Chuyến bay 667 của EgyptAir bị cháy khoang lái tại Sân bay quốc tế Cairo năm 2011; Chuyến bay 214 của Asiana Airlines gặp tai nạn vào tháng 7 năm 2013 khiến 3 người thiệt mạng ; Chuyến bay 370 của Malaysia Airlines mất tích vào tháng 3 năm 2014 và vẫn đang được tìm kiếm tại thời điểm Chuyến bay 17 gặp nạn.

## Đường bay

Đường bay của MH17

Máy bay khởi hành vào lúc 10:14 giờ UTC tại phi trường Schiphol và bay ngang qua Đức và Ba Lan, trước khi vào không phận Ukraina. Nó bay theo hướng Đông-Đông Nam trước khi biến mất trên màn ảnh ra đa vào lúc 13:21 giờ UTC. Theo như trang mạng Flightradar24.com tín hiệu ra đa cuối cùng nằm ở vùng Donetsk cách biên giới Nga khoảng 60 km.
Đường bay này thường được nhiều hãng hàng không sử dụng. Ngay sau khi máy bay của Malaysia Airlines bị bắn rơi, máy bay của bốn hãng hàng không khác bay trên cùng tuyến đường và không đổi hướng, gồm Singapore Airlines, Emirates, Kazakhstan Airlines và Etihad Airways.
Sau khi thông tin về tai nạn được loan ra, nhiều hãng hàng không thường sử dụng tuyến đường bay này đã tuyên bố thay đổi bằng tuyến đường bay khác. Trong số đó có Vietnam Airlines, từ sáng sớm 18 tháng 7 đã chuyển hướng, tạm thời bay vòng lên phía bắc qua không phận Belarus.

## Hành khách và phi hành đoàn
| Quốc tịch   | Số người |
| ----------- | -------- |
| Anh Quốc    | 10       |
| Bỉ          | 4        |
| Canada      | 1        |
| Đức         | 4        |
| Hà Lan      | 192      |
| Indonesia   | 12       |
| Malaysia    | 44       |
| New Zealand | 1        |
| Philippines | 3        |
| Úc          | 27       |
| Tổng cộng   | 298      |

Toàn bộ 283 hành khách và 15 nhân viên hãng hàng không đều thiệt mạng. Các nhân viên này đều là người Malaysia.
2/3 số hành khách đến từ Hà Lan . Trong đó có ba mẹ con là Việt kiều Hà Lan, trên hành trình trở về Hà Nội . Di hài ba mẹ con đã về nơi an nghỉ tại Nghĩa Trang Lạc Hồng Viên, tỉnh Hòa Bình, Việt Nam
Trong số hành khách có các đại biểu đang trên đường đến Hội nghị Quốc tế về AIDS lần thứ 20 tại Melbourne, gồm có Joep Lange, cựu chủ tịch Hiệp hội Quốc tế về AIDS (International AIDS Society). Thượng nghị sĩ Hà Lan Willem Witteveen và gia đình .

## Bối cảnh
Sau đảo chính Ukraina năm 2014 mâu thuẫn quyền lợi nổ ra giữa chính phủ Kiev thân phương tây với vùng phía đông Ukraina có phần lớn cư dân là người sắc tộc Nga và thân với Liên bang Nga. Vùng Krym đã nhanh tay thành lập Cộng hòa Tự trị Krym, và với sự hỗ trợ của Liên bang Nga đã thực hiện Trưng cầu dân ý Krym 2014 rồi sáp nhập vào Nga.
Tại vùng đông Ukraina phe ly khai thân Nga thành lập Cộng hòa Nhân dân Donetsk và Cộng hòa Nhân dân Lugansk. Chính phủ Ukraina đã coi họ như là những kẻ khủng bố và thực hiện các chiến dịch quân sự. Kiev cáo buộc Nga giúp đỡ vũ khí cho nhóm ly khai và ủng hộ cuộc nổi dậy ở phía đông Ukraina. Cuộc chiến đã làm hàng trăm người chết.
Vùng trời trên vùng đô thị Donetsk đã được đóng bởi Ukraina vào ngày 8 tháng 7 năm 2014 ngoại trừ máy bay quá cảnh bay trên 7.900 m (25.900 ft).
Đã từng có máy bay bị bắn rơi tại vùng trời này. Sự việc được bắt đầu bằng việc máy bay Ilyushin Il-76 bị bắn rơi ngày 14 tháng 6, làm thiệt mạng 49 người. Ngày 17 tháng 7, một máy bay Sukhoi Su-25 của quân đội Ukraina và một máy bay vận tải Antonov An-26 ba ngày trước đó cũng bị bắn rơi. Quan chức chính phủ Ukraina cáo buộc quân đội Nga bắn rơi máy bay, nhưng một phát ngôn viên của Bộ Quốc phòng Nga đã phản bác những lời buộc tội đó.

## Điều tra thủ phạm
Theo trang mạng đài truyền hình N-TV vào buổi chiều cùng ngày phe ly khai thân Nga loan tin trên Twitter và Facebook, họ đã bắn rớt một máy bay quân đội loại Antonov, sau khi họ đã cảnh cáo là không được phép bay ngang qua vùng này. "Chúng tôi vừa mới bắn rớt một chiếc AN-26", Igor Strelkov, bộ trưởng Quốc phòng của Cộng hòa Nhân dân Donetsk tự phong đã viết như vậy vào buổi chiều. Tuy nhiên phe ly khai từ chối về dính líu tới chiếc máy bay chở hành khách của Malaysia .
Qua một cuộc nói chuyện của phóng viên N-TV Dirk Emmerich với phe ly khai, họ cũng nói là đã bắn rơi một chiếc Antonov. Giữa cuộc nói chuyện đó thì họ mới vỡ lẽ là đó là một chiếc máy bay dân sự .
Cố vấn Bộ Nội vụ Ukraina Anton Gerashchenko nói rằng chiếc máy bay bị bắn rơi ở độ cao 10.000 m (33.000 ft) bởi một tên lửa đất-đối-không. Tổng thống Ukraina Petro Poroshenko gọi đó là "hành động khủng bố" . Dịch vụ an ninh Ukraina thì tuyên bố đã chặn hai cuộc nói chuyện điện thoại trong đó ly khai thân Nga thảo luận đã bắn rơi một chiếc máy bay dân sự.
Phe nổi dậy đã tìm ra được hộp đen của máy bay . Ngày 21/7/2014 tại Donetsk chiếc hộp đen đã được lãnh tụ phe nổi dậy Aleksander Borodai trao cho đặc phái viên của Malaysia.

### Cáo buộc của truyền thông Nga trong quá trình điều tra MH17
Theo cuộc thăm dò do Trung tâm Levada thực hiện trong khoảng thời gian từ 18 đến 24 tháng 7 năm 2014, 80% người Nga được khảo sát tin rằng vụ tai nạn của MH17 là do quân đội Ukraine gây ra. Chỉ có 3% số người được hỏi trong cuộc thăm dò cho rằng phe ly khai thân Nga ở miền đông Ukraine bắn hạ MH17.
Chỉ huy Dân quân Donbass Igor Strelkov đã tuyên bố trên báo chí Nga rằng một số hành khách trên máy bay đã chết vài ngày trước khi vụ tai nạn xảy ra.

#### Âm mưu ám sát Putin
Chuyên gia an ninh Nga Sergei Sokolov tuyên bố trên tờ báo Komsomolskaya Pravda rằng chiếc máy bay bị rơi xuống trong một chiến dịch có tên 17.17 của CIA và các cơ quan tình báo phương Tây khác. Ông cho rằng Cơ quan Tình báo Mỹ CIA đã giấu chất nổ trên máy bay và kích nổ chúng thông qua một tín hiệu được gửi từ vệ tinh trong không gian.
Tờ báo Nga Pravda đã xuất bản một câu chuyện mang tên "MH17: Một số kết luận – liệu Nato có cố gắng ám sát Putin không?" Bài báo cáo buộc rằng Tổng thống Nga Vladimir Putin được cho là đang bay cùng một lộ trình như MH17 cùng lúc đó và rằng máy bay của tổng thống Nga và MH17 có "đường nét và màu sắc rất giống nhau". Tuy nhiên, Putin đã không bay vào ngày đó.

#### Su-25 Ukraine bắn MH17
Bộ Quốc phòng Nga hôm 21/7/2014 tố cáo các chiến đấu cơ của Ukraine có liên quan và đứng sau vụ máy bay MH17 bị bắn hạ ở miền đông Ukraine. Theo trung tướng Igor Makushev thuộc Không quân Nga, hệ thống kiểm soát không lưu phát hiện một máy bay không quân Ukraine, dường như là chiến đấu cơ Su-25, đuổi theo hướng chiếc Boeing của Malaysia. Tờ Komsomolskaya Pravda của Nga dẫn lời nhân chứng giấu tên nói rằng, vào đúng ngày MH17 rơi (17/7/2014), có 3 chiếc máy bay chiến đấu của Ukraine đã cất cánh từ một căn cứ không quân ở khu vực Dnipropetrovsk, miền đông Ukraine, và trong số đó có một chiếc Su-25 mang theo tên lửa không đối không nhưng khi trở về căn cứ, máy bay không còn tên lửa nữa.
Trong khi đó, các thông tin trên trang web của nhà sản xuất Su-25, nơi cung cấp thông tin từ phiên bản đầu tiên của chiến đấu cơ và khả năng thực tế của loại phương tiện này, lại phản ánh điều ngược lại. Theo đó, việc một chiếc Su-25 của Nga bắn hạ chiếc Boeing 777 là điều gần như không thể về mặt kỹ thuật. Chính Tổng công trình sư chương trình máy bay Su-25 Vladimir Babak cho rằng, khả năng tên lửa không đối không phóng từ máy bay này có thể bắn hạ MH17 là rất thấp. Ông Babak giải thích rằng, sức mạnh của loại tên lửa này không đủ để tiêu diệt được chiếc may bay Boeing-777. Để tiêu diệt được MH17 bằng tên lửa R-60 thì chiếc máy bay Su-25 phải bám theo đuôi nó vì loại tên lửa này sử dụng dẫn đường hồng ngoại. Tuy nhiên, khác biệt về tốc độ giữa Boeing và Su-25 là rất lớn. Tổng công trình sư Vladimir Babak nói "Tôi không tin vào thực tế của kịch bản này và vào việc máy bay Su-25 của Ukraine có thể phóng tên lửa R-60."..

#### Ảnh giả MiG-29 Ukraine bắn MH17
Kênh truyền hình Channel 1 của Nga công bố hình ảnh vệ tinh cho rằng chiếc máy bay mang số hiệu MH17 của Malaysia Airlines đã bị một chiến đấu cơ MiG-29 của Ukraine bắn hạ. Người dẫn chương trình Mikhail Leontiev cho hay, nguồn tin bí mật cung cấp hình ảnh mà họ kết luận là "một chiến đấu cơ Mig-29 phá hủy máy bay chở khách Boeing". Đài này còn khẳng định đã có trong tay những bức ảnh vệ tinh từ một người có tên là George Bilt. Nguồn tin tự nhận là thuộc Viện Công nghệ Massachusetts đã có hơn 2 thập kỉ kinh nghiệm trong ngành công nghiệp hàng không. Ông đã gửi những bức ảnh bằng chứng nói trên tới ông Ivan Andriyevsky – Phó chủ tịch Hiệp hội Kỹ sư Nga.
Sau khi kênh truyền hình Nga Channel 1 công bố bằng chứng cho thấy máy bay hành khách MH17 của Malaysia bị bắn hạ bởi tiêm kích MiG-29 nói là của không quân Ukraine, lập tức cư dân mạng lên tiếng cho rằng hình ảnh do Channel 1 cung cấp là giả. Theo các blogger tại nhiều quốc gia trên thế giới, trong đó có blogger Nga, bằng chứng Channel 1 công bố nhiều khả năng là một sản phẩm giả mạo hơn là một bằng chứng vững chắc về thảm kịch MH17. Một Blogger Nga có tên Varlamov khẳng định, đuôi của chiếc máy bay theo hình ảnh Channel 1 công bố là của chiến đấu cơ Su-27, chứ không phải MiG-29. Blogger chỉ ra rằng, địa hình chụp từ vệ tinh do Channel 1 công bố thực chất là bản đồ do Google chụp lại từ năm 2012, tức là trước thời điểm MH17 gặp nạn khoảng 2 năm. Một số cư dân mạng đã chỉ ra rằng logo "Malaysia" trên chiếc máy bay trong hình ảnh vệ tinh ... đã đặt sai vị trí. Maksim Kats, một blogger người Nga nói rằng chiếc máy bay trong ảnh giống như kết quả tìm kiếm trên Google khi bất cứ ai đó gõ cụm từ tìm kiếm bằng tiếng Nga "tầm nhìn Boeing từ trên cao". Thêm vào đó, dường như chiếc máy bay trong ảnh là một chiếc Boeing 767 chứ không phải 777 – loại bị bắn hạ trên bầu trời Ukraine hồi tháng 7. Nhiều người khác cũng đặt câu hỏi với việc công bố MiG-29 bắn MH17 khác xa loại Su-25 vốn được truyền thông Nga khẳng định đã bắn hạ MH17 nhiều lần trước đó.
Báo Guardian dẫn lời kỹ sư Nga Mark Solonin đánh giá trong bức ảnh trên, cả hai máy bay đều có kích thước quá khổ nếu so với những cánh đồng ở phía dưới mặt đất. Ông kết luận rằng đã có kẻ ghép hình máy bay vào bức ảnh vệ tinh. Chiếc máy bay "MH17" trong ảnh cũng không phải là chiếc Boeing 777 mà thực tế là một chiếc Boeing 767. Logo của Malaysia Airlines ở máy bay trong ảnh bị gắn sai vị trí. Nếu tra trên Google dòng chữ "Boeing top view", có thể tìm thấy ngay một bức hình giống hệt chiếc Boeing trong bức ảnh do đài Nga công bố. Cộng đồng mạng nhận định có khả năng đài truyền hình Nga công bố bức ảnh giả mạo này nhằm giảm bớt sức ép lên Tổng thống Nga Vladimir Putin tại hội nghị G-20 ở Brisbane (Australia). Khủng hoảng Ukraine là một trong những chủ đề nóng nhất ở G-20.

## Cuộc điều tra của Đội Điều tra chung JIT
Cuộc điều tra vụ bắn rơi MH17 được cơ quan Truy tố của Bộ Tư pháp Hà Lan chủ trì. Đây là cuộc điều tra lớn nhất trong lịch sử Hà Lan  Các thám tử xem xét các mẫu pháp y từ các cơ thể và hành lý, các cuộc phỏng vấn với các nhân chứng, dữ liệu vệ tinh, thông tin liên lạc bị chặn, và các thông tin trên mạng.
Tham gia vào Đội Điều tra chung (JIT)  là bốn thành viên Hà Lan, Bỉ, Ukraina, Úc 
Ngày 28/9/2016, JIT tổ chức một cuộc họp báo, qua đó tiết lộ địa điểm tên lửa đã được phóng lên. Nó tìm thấy tên lửa 9M38 Buk đã được bắn ra từ một khu vực phe nổi dậy kiểm soát gần Pervomaisky, 6 km (3,7 mi) về phía Nam của Snizhne  Họ cũng tìm ra hệ thống Buk tên lửa sử dụng đã được vận chuyển từ Nga sang Ukraina vào ngày xảy ra vụ tai nạn, và sau đó được đưa trở lại Nga sau vụ tai nạn. Trong cuộc điều tra, JIT phỏng vấn 200 nhân chứng, thu thập nửa triệu hình ảnh và video và phân tích 150.000 cuộc gọi điện thoại nghe lén được.
Ngày 24 tháng 5 năm 2018, JIT đưa ra kết luận rằng: "Tên lửa BUK-TELAR bắn rơi MH17 đến từ Lữ đoàn Tên lửa phòng không 53, đóng tại vùng Kursk thuộc Nga". Người đứng đầu Cơ quan điều tra quốc gia của cảnh sát Hà Lan yêu cầu các nhân chứng và người trong cuộc chia sẻ thông tin về danh tính của các thành viên phi hành đoàn Buk, hướng dẫn các thành viên phi hành đoàn theo dõi và người chịu trách nhiệm triển khai hoạt động của Buk liên quan vào ngày 17 tháng 7 năm 2014. Theo Cục Công tố Hà Lan, ngày 24 tháng 5 năm 2018 "các cơ quan chức năng của Liên bang Nga đã... không báo cáo (?) với JIT rằng một chiếc Buk của Lữ đoàn 53 đã được triển khai ở miền Đông Ukraine và phóng Buk vào chiếc máy bay MH17."
Phản ứng với báo cáo này, Tổng thống Nga Vladimir Putin tuyên bố rằng Nga sẽ phân tích kết luận JIT, nhưng chỉ khi Nga trở thành một bên trong cuộc điều tra mới có thể chấp nhận được. Bộ Quốc phòng Nga nhấn mạnh không có bất cứ tổ hợp tên lửa nào của nước này được đưa qua biên giới Nga - Ukraine.
Ngày 25/5/2018, chính phủ Hà Lan và Australia đã ban hành một tuyên bố chung, trong đó họ quy trách nhiệm cho Nga đối với vụ tai nạn. Bộ trưởng ngoại giao của Hà Lan và Australia tuyên bố rằng họ sẽ quy kết trách nhiệm pháp lý của Nga khi bắn rơi chiếc máy bay này. Ngoại trưởng Hà Lan Stef Blok nói rằng "chính phủ hiện đang thực hiện bước tiếp theo bằng cách quy trách nhiệm của Nga", và Hà Lan và Australia yêu cầu Nga tham gia đàm phán nhằm tìm kiếm giải pháp đến nỗi đau khổ và thiệt hại to lớn gây ra bởi sự sụp đổ của MH17. Một bước tiếp theo có thể là trình bày vụ án cho một tòa án hoặc tổ chức quốc tế về phán xét của họ. "
Một số quốc gia và tổ chức quốc tế bày tỏ sự ủng hộ của họ đối với các kết luận của JIT và tuyên bố chung của Hà Lan và Úc. Ngoại trưởng Anh Boris Johnson cho biết Vương quốc Anh "hoàn toàn ủng hộ Úc và Hà Lan", kêu gọi Nga hợp tác. Cao ủy Federica Mogherini của EU tuyên bố rằng Liên minh châu Âu "kêu gọi Liên bang Nga chấp nhận trách nhiệm của mình" và hợp tác tốt. Chính phủ Đức kêu gọi Nga "giải thích đầy đủ bi kịch." Bộ ngoại giao Hoa Kỳ phát hành một tuyên bố nói rằng Hoa Kỳ "ủng hộ mạnh mẽ các quyết định của Hà Lan và Australia," đề nghị Nga công nhận đã dính líu vào vụ này và "chấm dứt chiến dịch thông tin giả nhẫn tâm của mình." Tổng thư ký NATO Jens Stoltenberg kêu gọi Nga "chấp nhận trách nhiệm và hợp tác đầy đủ... phù hợp với Nghị quyết Hội đồng Bảo an Liên Hợp Quốc 2166."
Đáp lại kết luận của JIT, Tổng thống Nga Vladimir Putin nhắc lại rằng vụ việc xảy ra ở vùng FIR Ukraina và người Nga "không tham dự vào vụ này." và đặt câu hỏi về độ tin cậy của báo cáo, nêu rõ trọng tâm của cuộc điều tra Hà Lan về việc chứng minh đầu ra của mình thông qua hình ảnh từ các mạng xã hội bị xử lý máy tính . Ilya Ponomarev, nghị sĩ trong Duma quốc gia Nga cho biết trong một cuộc phỏng vấn với tờ báo Die Welt cho rằng quân ly khai đã bắn hạ chiếc máy bay do nhầm lẫn và giờ đây Putin nhận ra rằng ông đã cung cấp vũ khí cho sai người.
Nhóm điều tra do Hà Lan dẫn đầu đã công bố những đoạn ghi âm của cuộc điện đàm cho thấy các thủ lĩnh ly khai ở Ukraine yêu cầu hỗ trợ quân sự và nhận chỉ thị từ Nga trước khi bắn hạ máy bay MH17. Nhân vật được nghe thấy trong cuộc điện đàm gồm Vladislav Surkov, phụ tá chính trị của Tổng thống Nga Vladimir Putin, người được các thủ lĩnh ly khai gọi là "người đàn ông của chúng tôi tại điện Kremlin". Cuộc gọi cũng đề cập đến yêu cầu của Bộ trưởng Quốc phòng Nga, ông Sergei Shoigu, nhằm thay đổi hệ thống phân cấp và phối hợp quân sự của Đông Ukraine với giám đốc của Tổng cục An ninh Liên bang Nga FSB Alexander Bortnikov, để cung cấp viện trợ quân sự. Một trong những bản ghi âm tiết lộ Alexander Borodai, cựu lãnh đạo phe ly khai đã nói rằng: "Tôi đã thực hiện mệnh lệnh và bảo vệ lợi ích của một và chỉ một nhà nước Liên bang Nga. Đó là điều quan trọng nhất".

## Tòa án Liên Hợp Quốc
Năm nước điều tra chung trong trường hợp MH17 gồm Hà Lan, Malaysia, Úc, Bỉ và Ukraina đã kêu gọi lập tòa án Liên Hợp Quốc. Trong một cuộc bỏ phiếu tại Hội đồng Bảo an Liên Hợp Quốc có 11 nước bỏ phiếu thuận, Trung Quốc, Venezuela và Angola bỏ phiếu trắng, duy nhất đại sứ của Nga Vitaly Churkin đã phủ quyết.
Báo Neuer Zürcher Zeitung thì nhận định rằng đối với Moskva thì dễ dàng từ chối làm việc chung với một tòa án không được ủy nhiệm của Liên Hợp Quốc hơn. Đối với cơ quan tuyên truyền của Nga cũng dễ dàng bôi nhọ một tòa án khác là thiếu trung lập hơn. Với một tòa án mà Nga chấp nhận, thì khó mà từ chối không cho gặp nhân chứng hay phải giao cho tòa án những kẻ bị nghi ngờ. Báo này cũng cho rằng xác suất rất lớn (sic!) là chiếc máy bay đó đã bị hệ thống hỏa tiễn Buk của Nga bắn rơi.

## Phản ứng
Bộ trưởng Giao thông Malaysia Anthony Loke ngày 30/5/2018 cho rằng "cho đến nay chưa có bằng chứng thuyết phục nào trong số bằng chứng Nhóm điều tra quốc tế công bố cho thấy Nga phải chịu trách nhiệm về vụ máy bay MH17 bị bắn hạ" . Ông cũng nói thêm: "Tất nhiên chúng tôi phải xem xét các mối quan hệ ngoại giao", "mọi hành động tiếp theo sẽ dựa trên bằng chứng thuyết phục"
 Tổng thống Ukraina Petro Poroshenko tuyên bố sẽ hỗ trợ cho Hà Lan điều tra vụ tai nạn, mà ông gọi là một "hành động khủng bố". Ông đã gửi lời chia buồn cho thảm họa máy bay trong một cuộc điện đàm với Thủ tướng Hà Lan Mark Rutte.
 Tổng thống Nga Vladimir Putin bày tỏ lời chia buồn sâu sắc nhất của mình đến Thủ tướng Malaysia Najib Razak, người dân Malaysia và thân nhân của các nạn nhân. Ông cho biết trách nhiệm về vụ tai nạn thuộc về "quốc gia mà máy bay đã bị rơi trong không phận của nó" (Ukraina), và rằng "thảm họa sẽ không xảy ra nếu các hành động quân sự ở vùng Đông Nam của Ukraine đã không được kích hoạt".
 Phó Tổng thống Hoa Kỳ Joe Biden nói rằng máy bay đã bị "thổi tung khỏi bầu trời" một cách có chủ ý và đề xuất để Hoa Kỳ hỗ trợ điều tra vụ tai nạn.
 Thủ tướng Úc Tony Abbott nói máy bay bị bắn rơi có lẽ do hỏa tiễn được phe nổi dậy thân Nga phóng lên. Bộ trưởng ngoại giao Úc Julie Bishop nói trong một cuộc phỏng vấn với một đài truyền hình Úc, là phía Nga đã từ chối nói chuyện với bà về vấn đề này. Chính quyền Nga cho là phản ứng của thủ tướng Úc là "không thích đáng" vì "cáo buộc này chỉ căn cứ vào sự phỏng đoán".

## Chuyện bên lề

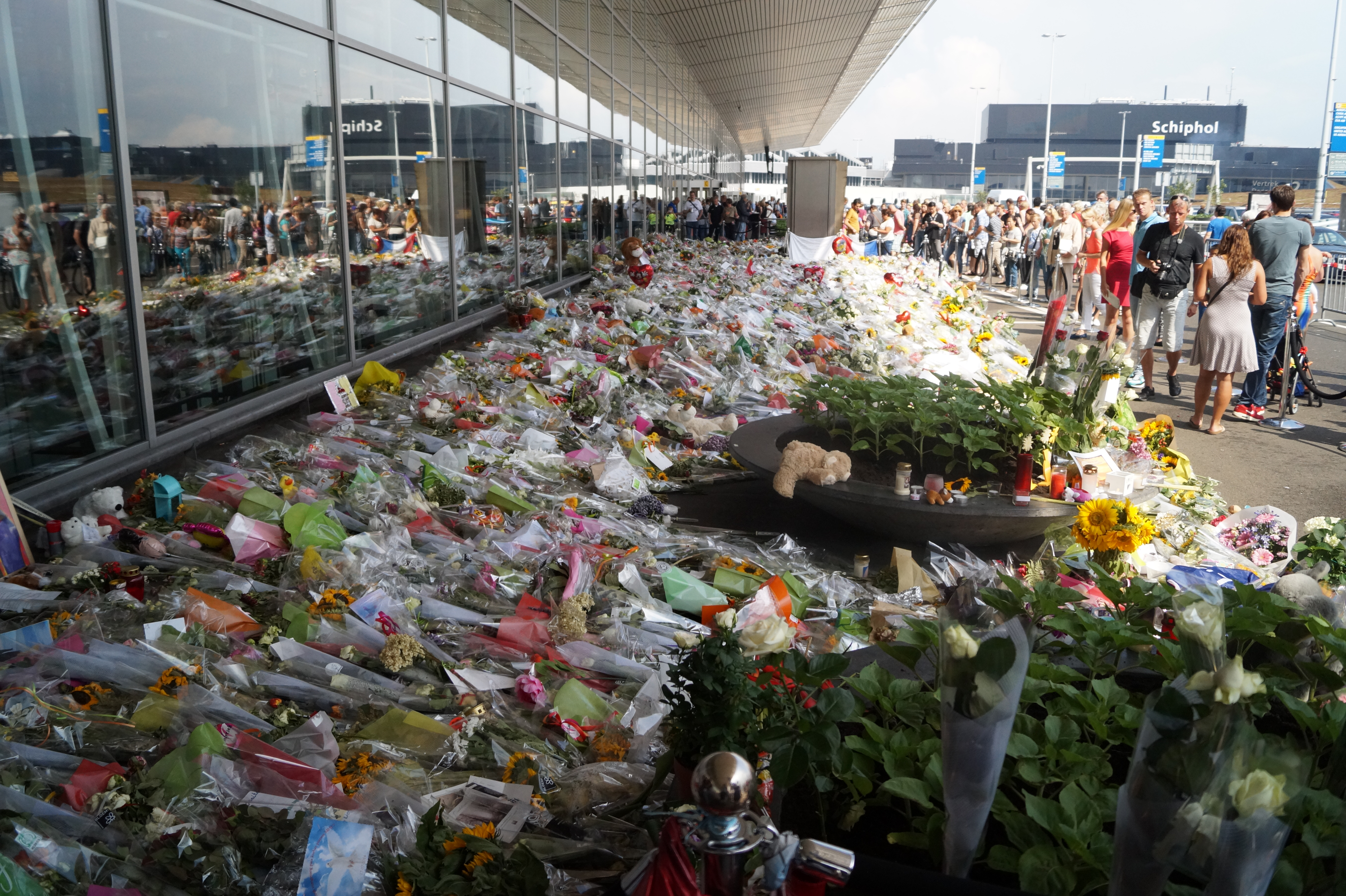
Người dân đặt hoa tưởng niệm nạn nhân tại Sân bay Amsterdam Schiphol

Với 193 người thiệt mạng Hà Lan là đất nước có nhiều công dân nhất liên quan tới vụ máy bay bị bắn rơi này. Nhiều người quy trách nhiệm cho tổng thống Nga Putin đã viện trợ phe nổi dậy với súng đạn. Thị trưởng của thành phố Hilversum nói trong cuộc phỏng vấn với đài phát thanh địa phương sáng ngày 23/7 đòi trục xuất người con gái 29 tuổi của ông Putin đang sống tại Voorschoten. Tuy nhiên, ông Broertjes sau đó đã xin lỗi cho lời phát biểu, bào chữa đề xuất của ông xuất phát từ "cảm giác bất lực" mà nhiều người Hà Lan đang cảm thấy.

## Thông tin khác
Nhà báo C.J. Chivers của tờ New York Times dẫn lại nguồn tin từ một quan chức hàng không cho biết có sự trùng lặp những con số 7 đáng chú ý xoay quanh thảm họa nhân đạo này. Theo trang Airline Reporter, chiếc máy bay Boeing 777 này được Boeing giao cho Malaysia Airlines vào năm 1997 và chuyến bay đầu tiên của nó là ngày 17 tháng 7 năm 1997, đúng 17 năm trước ngày định mệnh của chiếc máy bay này với chuyến bay MH17, vào ngày 17 tháng 7 năm 2014 (2 lần 7=14 hay 2+1+4=7).